# Morelia viridis
Morelia viridis là một loài rắn trong họ Pythonidae. Loài này được Schlegel mô tả khoa học đầu tiên năm 1872.

## Hình ảnh

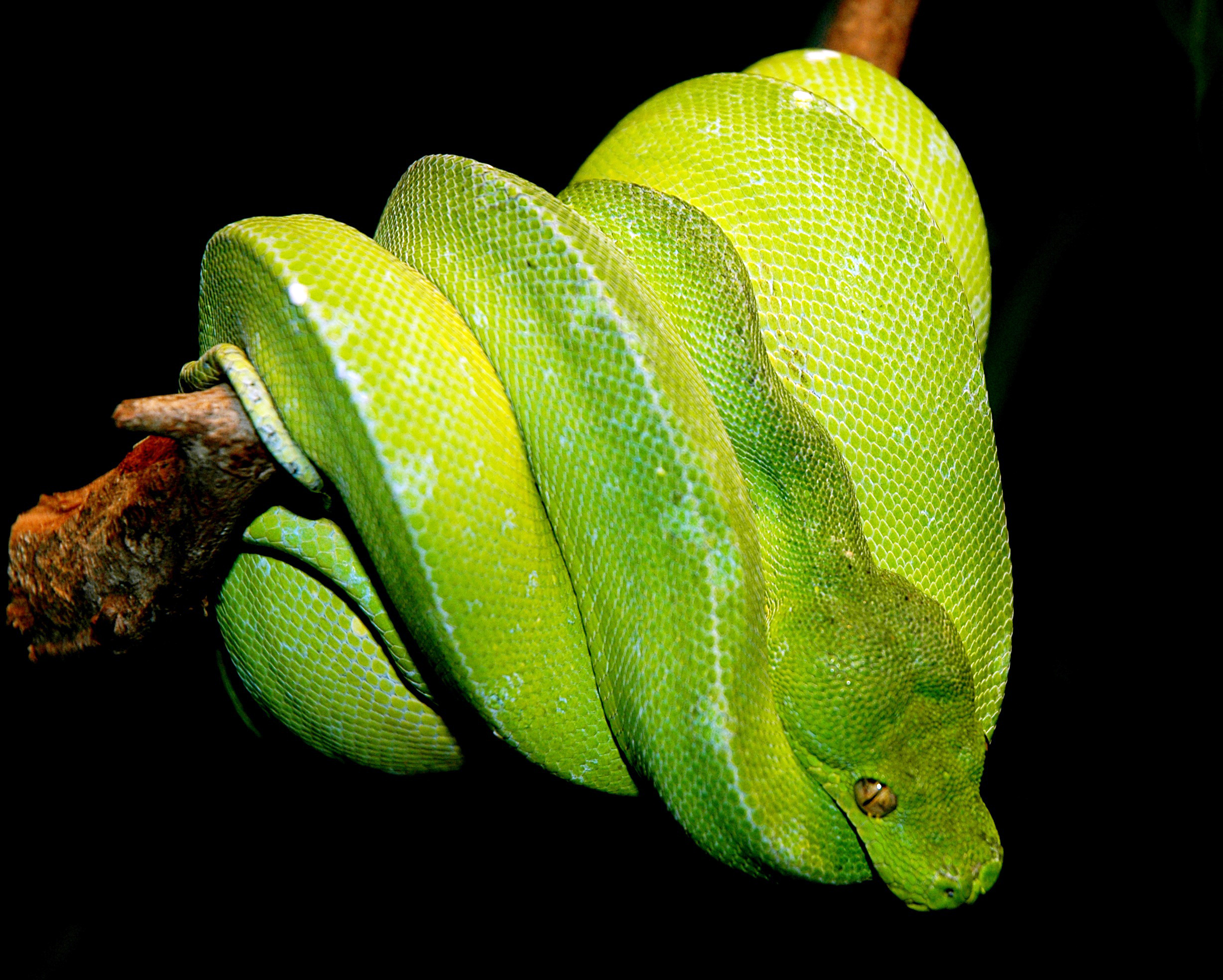
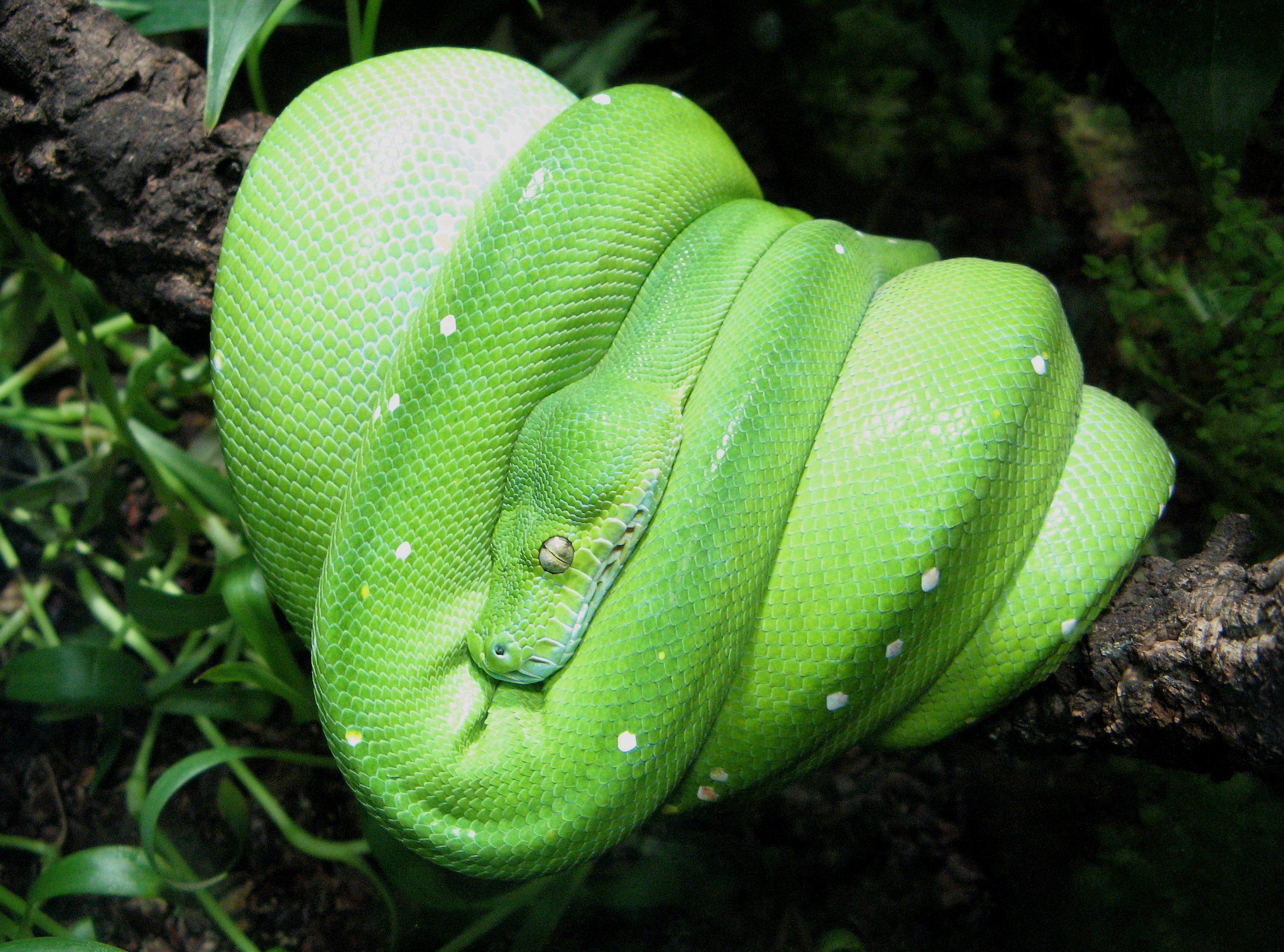
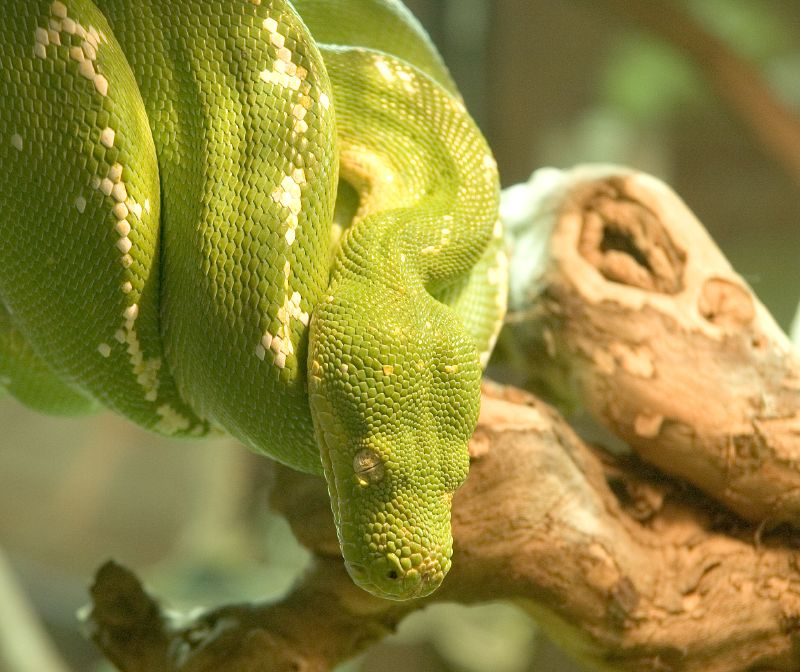
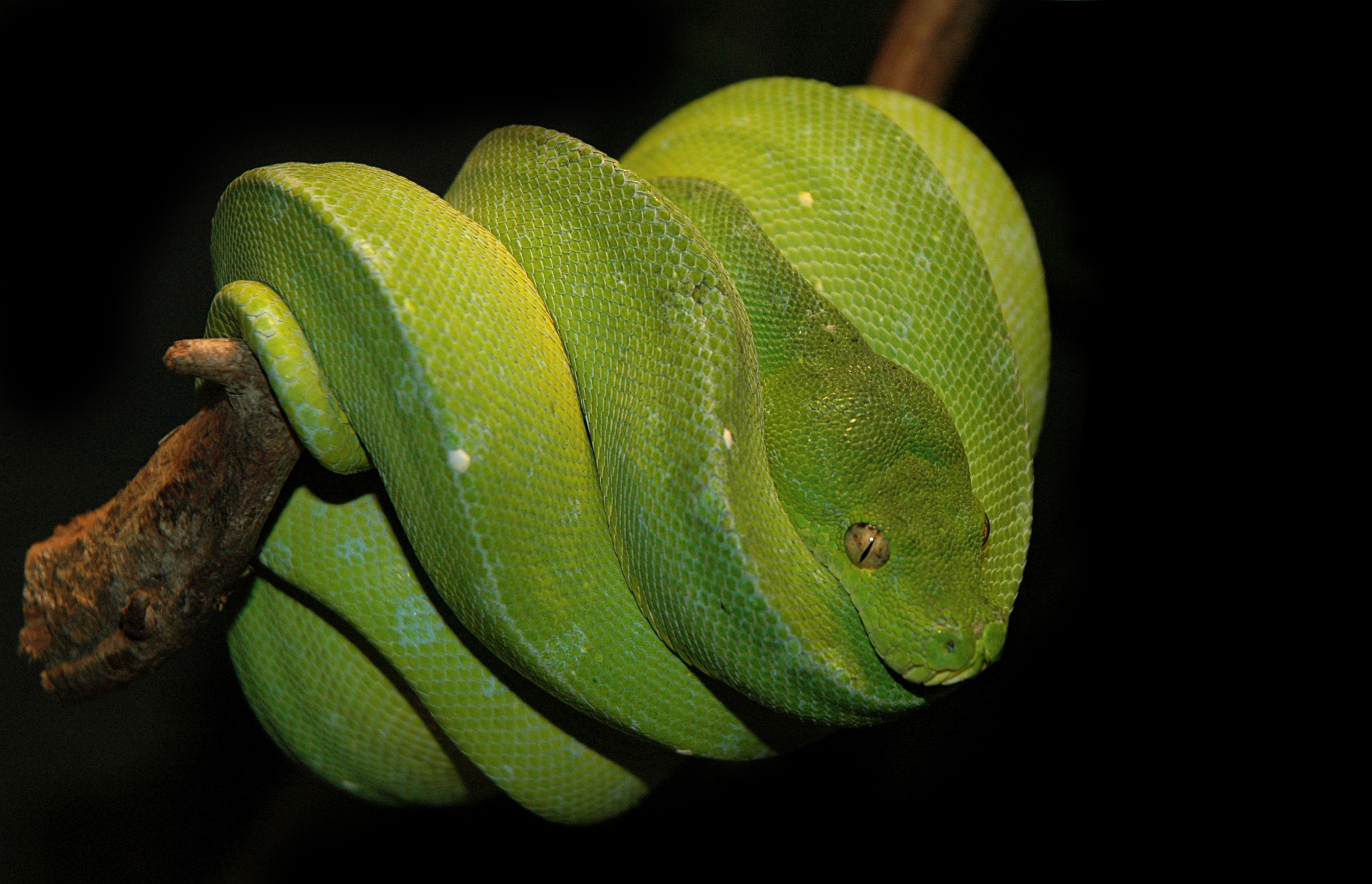
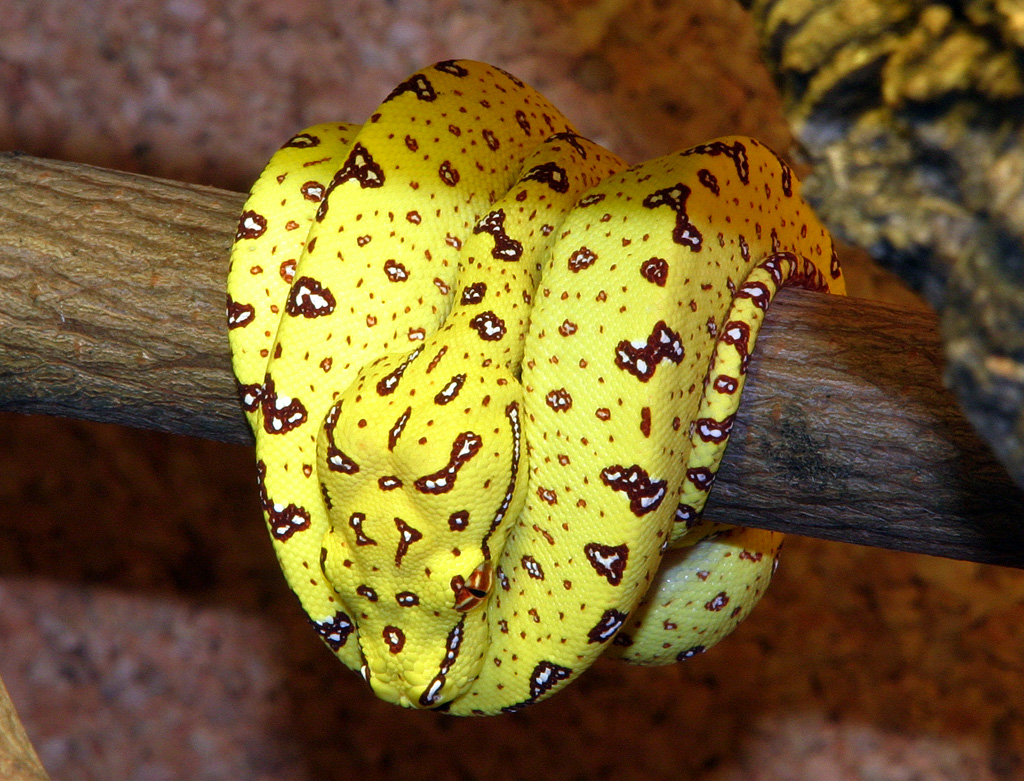
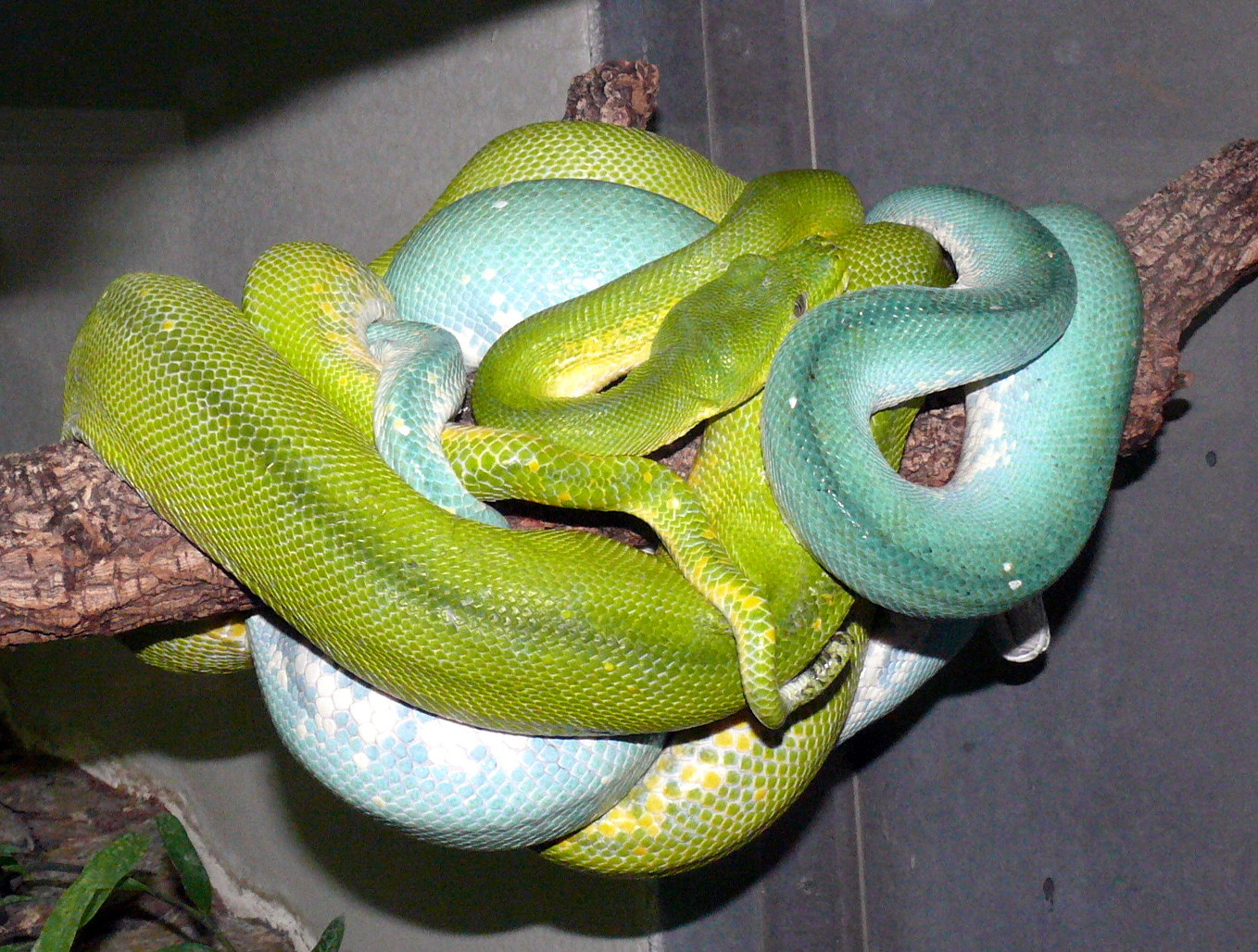